# Belkino (Kaliningrad, Prawdinsk)
Belkino (russisch Белкино, deutsch Abelischken, 1938–1945 Ilmenhorst, lit. Belkinas) ist ein Ort ganz am Ostrand des Rajon Prawdinsk (Kreis Friedland (Ostpr.)) innerhalb der russischen Oblast Kaliningrad (Gebiet Königsberg (Preußen)) und gehört zur Mosyrskoje selskoje posselenije (Landgemeinde Mosyr (Klein Gnie)).

## Geographische Lage
Belkino am Westufer der Ilme (russisch: Borodinka) liegt 49 Kilometer östlich der Rajonshauptstadt Prawdinsk (Friedland (Ostpr.)) und 28 Kilometer nordöstlich der früheren Kreisstadt Gerdauen (heute russisch: Schelesnodoroschny). Durch den Ort verläuft die russische Fernstraße A 197 im Abschnitt zwischen Tschernjachowsk (Insterburg) und Krylowo (Nordenburg) (= Teilstück der ehemaligen deutschen Reichsstraße 139).
Eine Bahnanbindung besteht nicht mehr. Vor 1945 war das zwei Kilometer entfernte Lonschken (russisch: Dnjeprowskoje) die nächste Bahnstation an den Insterburger Kleinbahnen, die nicht mehr in Betrieb sind.

## Geschichte
Das früher „Abelischken“ genannte Gutsdorf wurde am 9. April 1874 Verwaltungssitz und namensgebender Ort des neuerrichteten Amtsbezirks Abelischken, der bis 1945 zum Landkreis Gerdauen im Regierungsbezirk Königsberg der preußischen Provinz Ostpreußen gehörte. In diesen Amtsbezirk waren neben Abelischken die Gutsdörfer Blendowen (1938–1945 Blendau, russisch: Barejewka), (Groß) Lonschken (Dnjeprowskoje) und Tortczin (1938–1945 Trotzenau, russisch: Ostrowki) eingegliedert.
Im Jahre 1875 wurde der Ortsteil Oschkin (1938–1946 Oschern, russisch: Korolenkowo) aus dem Gutsbezirk Lonschken in den Gutsbezirk Abelischken umgegliedert, und 1876 löste man aus dem Gutsbezirk Abelischken den Gutsbezirk Gendrinn (1938–1945 Gendern, russisch: Wschody) heraus. 1910 zählte Abelischken 136 Einwohner.
Am 30. September 1928 schlossen sich die fünf Gutsbezirke Abelischken, Blendowen, Gendrinn, Loschken und Trotczin zur neuen Landgemeinde Abelischken zusammen, die dann auch nur noch die einzige im Amtsbezirk Abelischken war. 1933 registrierte man für die Landgemeinde Abelischken 583 Einwohner, deren Zahl 1939 noch 525 betrug. Am 3. Juni 1938 (mit amtlicher Bestätigung vom 16. Juli 1938) erfolgte die Umbenennung Abelischkens in „Ilmenhorst“, und am 8. November 1938 erhielt auch der Amtsbezirk den Namen „Amtsbezirk Ilmenhorst“. Er bestand bis 1945.
Im Jahre 1945 kam der Ort mit dem nördlichen Ostpreußen zur Sowjetunion und bekam 1947 die neue Ortsbezeichnung „Belkino“.  Bis zum Jahre 2009 war der Ort innerhalb der seit 1991/92 russischen Oblast Kaliningrad in den Krylowski sowjet (Dorfsowjet Krylowo (Nordenburg)) eingegliedert und ist seither – aufgrund einer Struktur- und Verwaltungsreform – eine als „Siedlung“ (possjolok) eingestufte Ortschaft innerhalb der Mosyrskoje selskoje posselenije (Landgemeinde Mosyr (Klein Gnie)).

## Kirche
In Abelischken/Ilmenhorst lebte vor 1945 eine fast ausnahmslos evangelische Bevölkerung. Die Gemeinde gehörte dabei mit allen Ortsteilen – ausgenommen (Groß) Lonschken – (russisch: Dnjepropwskoje) zum Kirchspiel Nordenburg (russisch: Krylowo) im Kirchenkreis Gerdauen (Schelesnodoroschny) innerhalb der Kirchenprovinz Ostpreußen der Kirche der Altpreußischen Union. (Groß) Lonschken war in das Kirchspiel Karpowen (1938–1945 Karpauen, russisch: Nekrassowo) im Kirchenkreis Darkehmen (1938–1945 Angerapp, russisch: Osjorsk) eingepfarrt.
In der Zeit der Sowjetunion war kirchliches Leben untersagt. In den 1990er Jahren bildeten sich in der inzwischen russischen Oblast Kaliningrad neue evangelische Gemeinden, darunter eine in Tschernjachowsk (Insterburg), in deren Einzugsgebiet Belkino liegt. Sie gehört zur ebenfalls neuerrichteten Propstei Kaliningrad innerhalb der Evangelisch-Lutherischen Kirche Europäisches Russland (ELKER).